# Arènes de Pontonx-sur-l'Adour
Les  arènes de Pontonx-sur-l'Adour sont les arènes municipales de la commune de Pontonx-sur-l'Adour situées dans le département français des Landes, dans la région Nouvelle-Aquitaine.

## Présentation
L'existence des arènes en dur remonte à 1912, année où les anciennes arènes en bois avaient été remplacées par des arènes en béton. À partir de 1936, elles ont été remaniées dans un style hispano-mauresque.
Elles ont été plusieurs fois rénovées depuis et peuvent accueillir jusqu'à 2 800 personnes. Selon la tradition landaise, leur ruedo est en forme de fer à cheval. 
D'importants travaux de restauration et de modernisation ont été effectués en 2013 (pour le centenaire), modernisées dans le respect de leur architecture originelle (le fronton notamment a été conservé tel qu'il était) elles sont désormais recouvertes et chauffées. Y ont été ajoutées des loges pour les artistes, des cuisines et une salle des fêtes sous la tribune officielle. Un système de plaques emboîtables permet en outre de couvrir et recouvrir le sol sableux des arènes les transformant tour à tour en salle de spectacle ou en arènes susceptibles d'accueillir des courses tauromachiques.

## Tauromachie
Les arènes sont dédiées uniquement à la course landaise,  avec une moyenne annuelle de 16 courses. La feria a lieu fin août début septembre